# Tillmitsch
Tillmitsch – gmina w Austrii, w kraju związkowym Styria, w powiecie Leibnitz. Według Austriackiego Urzędu Statystycznego liczyła 3200 mieszkańców (1 stycznia 2015).